# John Wilson (matematico)
John Wilson (Applethwaite, 6 agosto 1741 – Kendal, 18 ottobre 1793) è stato un matematico inglese.
È noto principalmente per il teorema di Wilson della teoria dei numeri, che fornisce una condizione necessaria e sufficiente perché un numero sia primo. Questo risultato era però già noto al matematico persiano Alhazen intorno all'anno mille.
Wilson frequentò le scuole nel villaggio di Staveley in Cumbria e nel 1757 entrò nel Peterhouse College di Cambridge, dove ebbe come insegnante Edward Waring. Nel 1761 ottenne la distinzione di Senior Wrangler, assegnata agli studenti del terzo anno con ottimi risultati in matematica. 
In seguito gli fu conferito il titolo di Cavaliere (Knight) e nel 1782 fu ammesso alla Royal Society. 
Dal 1786 fino alla morte fu un giudice dei tribunali della Court of Common Pleas. 